# Katharina Tüschen
Katharina Tüschen (* 20. September 1927 in Köln; † 2. April 2012 in Berlin) war eine deutsche Schauspielerin.

## Leben
Sie nahm 1945 bis 1948 Schauspielunterricht in Köln und erhielt 1951/52 ein Engagement am Deutschen Theater in Berlin sowie 1953/54 in Dresden. 1960 bis 1963 spielte sie am Theater Ulm, wo sie 1960 als Shen Te/Shui Ta in Der gute Mensch von Sezuan erschien. 
1962 arbeitete sie auch in Bremen, und von 1963 bis 1966 gehörte sie am dortigen Theater am Goetheplatz zum Ensemble von Kurt Hübner. Hier verkörperte sie unter anderem 1964 Grusche in Der kaukasische Kreidekreis, 1966 Abrams Mutter in Martin Sperrs Jagdszenen aus Niederbayern und 1967 Frau Linde in Nora oder ein Puppenheim.
Danach war von 1971 bis 1975 die Schaubühne am Halleschen Ufer in Berlin Tüschens bevorzugter Wirkungsort. Zu ihren Rollen hier gehörten Mutter Aase in Peer Gynt (1971), Mutter in Geschichten aus dem Wiener Wald (1972) und Chorführerin in Die Bakchen (1974). Später agierte sie am Thalia Theater in Hamburg und in den 80er Jahren am Schauspielhaus Bochum.
1990 war sie als Frau Brigitte am Burgtheater in Der zerbrochne Krug zu sehen. Von 1992 bis 1999 gehörte sie wieder dem Ensemble der inzwischen an den Lehniner Platz verlegten Schaubühne an, wo sie u. a. 1995 die Chorführerin in Orestes gab. Sporadisch wirkte sie auch beim Film und in einigen Fernsehproduktionen mit, darunter in drei Episoden der Krimireihe Tatort.

## Filmografie
- 1966: Die Unberatenen
- 1967: Selbstbedienung
- 1971: Peer Gynt (Mehrteiler)
- 1973: Die Wollands
- 1976: Paule Pauländer
- 1976: Sommergäste
- 1976: Dorothea Merz
- 1977: Die Dämonen (Mehrteiler)
- 1978: Das Doppelleben des Wilfried E.
- 1978: Klaras Mutter
- 1979: Tatort: Alles umsonst (TV-Reihe)
- 1979: Die große Flatter (TV-Dreiteiler)
- 1980: Defekte
- 1981: Kameraden
- 1982: Die Pawlaks – Eine Geschichte aus dem Ruhrgebiet (Serie)
- 1982: Tatort: Der unsichtbare Gegner
- 1999: Allee der Kosmonauten
- 2003: Nur Anfänger heiraten
- 2004: Lovesick
- 2004: Tatort: Hundeleben
- 2005: Wellen